# Fulminato d'argento
Il fulminato d'argento (formula chimica: AgCNO) è un composto ionico di argento e fulminato (CNO-) altamente esplosivo con ignizione ad urto, frizione e calore (170 °C), caratteristiche che lo classificano tra gli esplodenti primari, di largo uso come detonatori per esplosivi più stabili all'accensione.

## Preparazione
Una piccola quantità di fulminato d'argento può essere preparata in laboratorio facendo reagire 1 grammo di argento con 7 ml di acido nitrico dopo di che versando 10 ml di alcool etilico (96°)  avverrà una reazione dove si otterrà il fulminato di argento come precipitato insolubile.